# تخلیه غیرنظامیان در بریتانیا در طول جنگ جهانی دوم

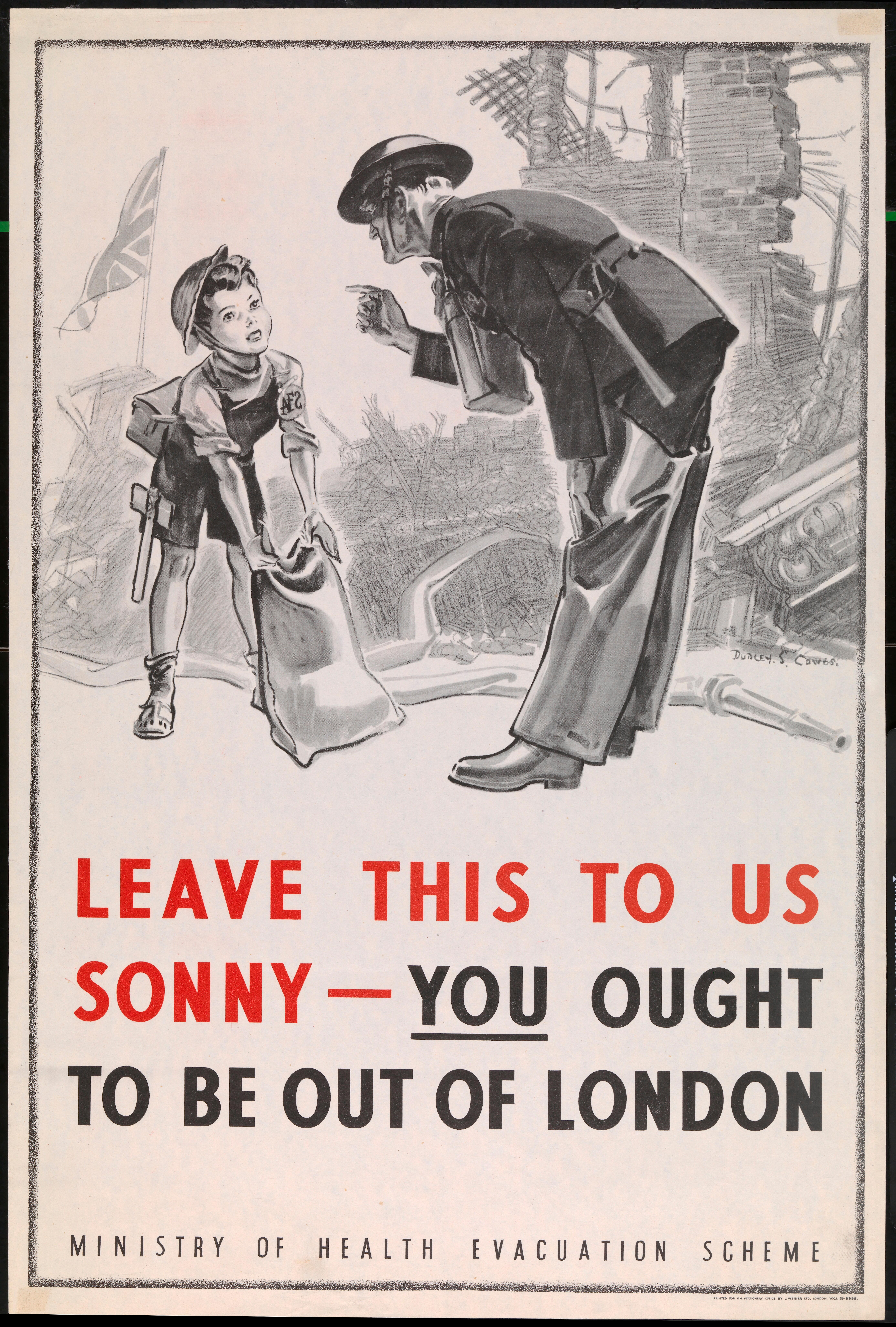
وزارت بهداشت بریتانیا برنامه تخلیه را از راه پوسترها و نظایر ابزارها تبلیغ کرد. پوستری که در اینجا به تصویر کشیده شده است در متروی لندن استفاده شده است.

تخلیه غیرنظامیان در بریتانیا در طول جنگ جهانی دوم برای صیانت از مردم، به خصوص کودک ها، از خطرات ناازموده ای از بمباران هوایی شهرها با انتقال آنان به ناحیه هایی که فکر می کردند کمتر در تیر رس خطر هستند، طراحی گردید.
زیر نام " عملیات پایپر "، این تلاش در روز ۱ سپتامبر ۱۹۳۹ شروع شد و به شکل رسمی ۱.۵ میلیون نفر را انتقال نمود. موج های کثیری از تخلیه رسمی و تخلیه مجدد از ساحل های جنوبی و شرقی در ماه ژوئن ۱۹۴۰، هنگامی که تهاجم دریایی مورد انتظار بود، و از شهرهای صدمه دیده بعد از شروع بلایتس در ماه سپتامبر ۱۹۴۰ وجود داشت. تخلیه های رسمی نیز از بریتانیا به سایر منطقه های امپراتوری بریتانیا و بسیاری از تخلیه های غیر رسمی در داخل و از بریتانیا انجام گردید. دیگر تحریک های توده ای غیرنظامیان همانند مردمان بریتانیایی که از جزایر مانش وارد می شدند و آوارگانی که از اروپای قاره ای فرا می رسیدند بود.

## زمینه

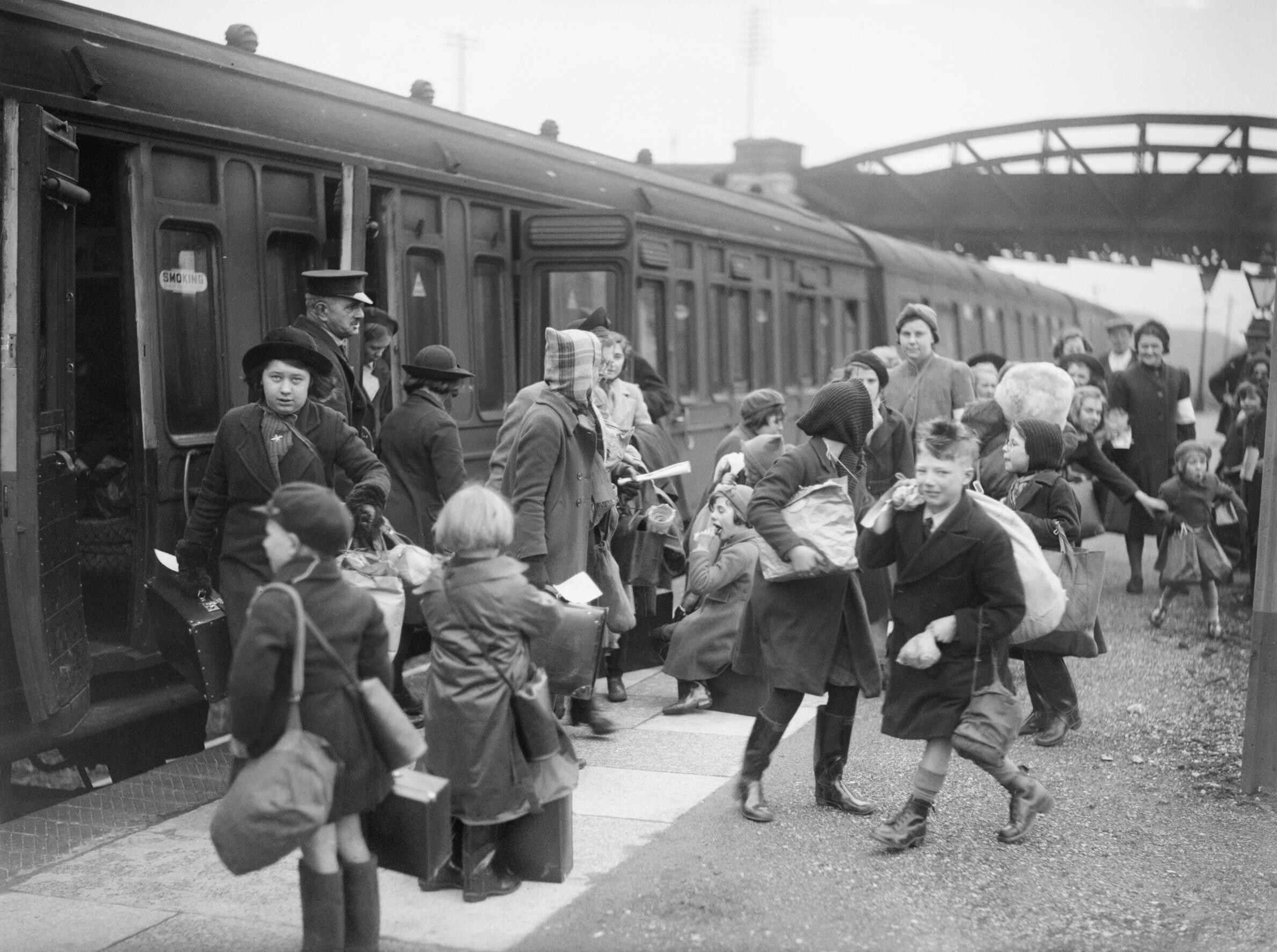
کودکان تخلیه شده از بریستول در سال ۱۹۴۰ به در دوون رسیدند

نقشه تخلیه دولت ۶۹ در تابستان ۱۹۳۸ توسط کمیته اندرسون تهیه شده و توسط وزارت بهداشت اجرا گردید. این کشور به ناحیه هایی تقسیم گردیده بود که به عنوان «تخلیه»، «خنثی» یا «پذیرایی» دسته بندی می‌شدند، با اولویت تخلیه‌شدگان از مرکزهای عمده شهری انتقال می گردیدند و بر روی مسکن‌های خصوصی موجود در ناحیه روستایی بیشتر قرار می‌گرفتند. هر ناحیه حدود یک سوم جمعیت را پوشش می داد، گرچه چندین ناحیه شهری که بعداً بمباران شد، برای تخلیه دسته بندی نشده بود.
در روز های نخستین سال ۱۹۳۹ ، ناحیه پذیرش لیستی از مساکن های موجود را تهیه نمودند. فضایی برای حدود ۲,۰۰۰ نفر یافت شد و دولت همچنین اردوگاه هایی ساخت که چند هزار فضای اضافی را فراهم نمود.
دولت در فصل تابستان ۱۹۳۹ آغاز به نشر نقشه خود از راه مقام های محلی کرد. دولت تقاضا را بیش از اندازه برآورد ساخت: تنها بخشی از کودک ها در سن مدرسه به ازای ۸۰درصد مورد انتظار از ناحیه شهری مهاجرت نمودند. تنوع ناحیه ای بسیار گسترده بود: تنها ۱۵ درصد از کودک ها از بعضی ناحیه های شهری تخلیه گردیدند، در حالی که بیش از ۶۰ درصد کودک ها از منچستر ، بلفاست و لیورپول انتقال گردیدند. اجتناب دولت مرکزی از صرف  نمودن مبلغ های زیاد برای آماده سازی نیز اثربخشی این طرح را کم کرد. در این رویداد بیش از ۳,۰۰۰,۰۰۰ میلیون نفر تخلیه گردیدند.

## تخلیه

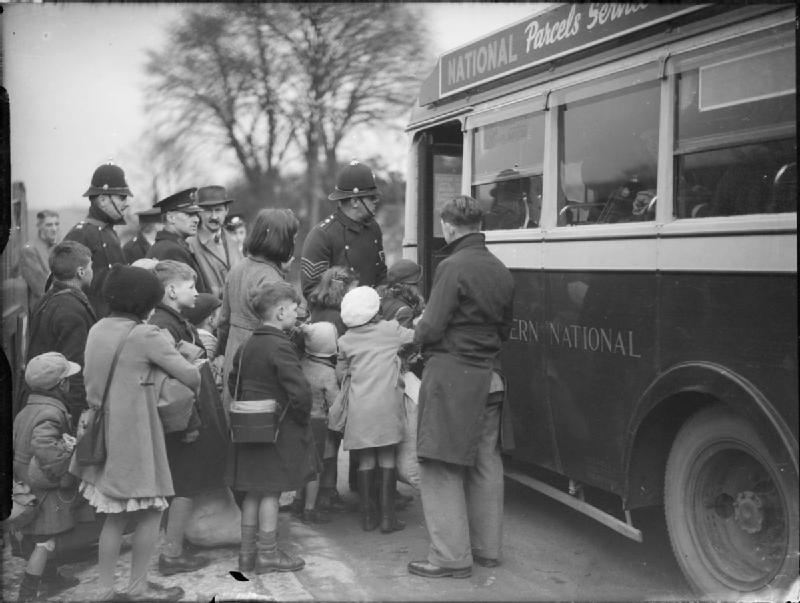
تخلیه شدگان از بریستول در حال سوار شدن به اتوبوس در کینگزبریج در دوون در مسیر رسیدن به بیلت خود در سال ۱۹۴۰

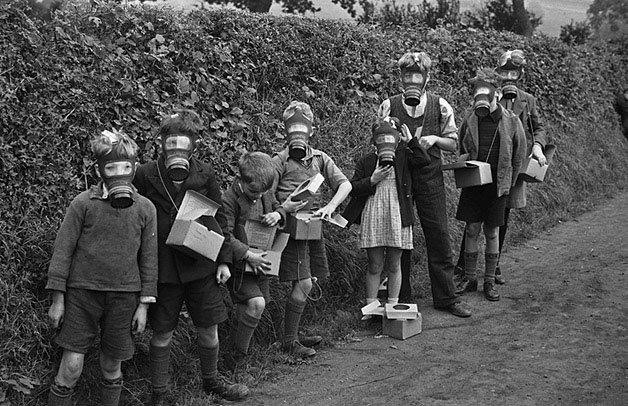
مردم های تخلیه شده در مونتگومری شایر، ۱۹۳۹

حدود ۳.۷۵ میلیون نفر آواره گردیدند که نزدیک یک سوم کل جمعیت برخی از بازخورد های تخلیه را تجربه نمودند. در ۳ روز نخست انتقال رسمی، ۱.۵ میلیون نفر جابه جا گردیدند: ۸۲۷,۰۰۰ کودک در سن مدرسه. ۵۲۴,۰۰۰ مادر و کودک خردسال (زیر ۵ سال)؛ ۱۳,۰۰۰ زن باردار; ۷۰,۰۰۰ معلول و بیش از ۱۰۳,۰۰۰ معلم و سایر 'مددکاران'.  بچه ها از پدر و مادرشان جدا گردیدند.
کالاها و همچنین مردم تخلیه گردیدند. سازمان ها یا اداره ها شهرها را ترک نمودند. خزانه های هنری به انبارهای دور ارسال گردید: مجموعه گالری ملی جنگ را در معدن موند در حومه فستینیوگ در شمال ولز طی کرد.  بانک انگلستان به شهر کوچک اورتون، همپشایر مهاجرت کرد و در سال های۱۹۳۹–۱۹۴۰، ۲,۱۵۴ تن طلا را به انبارهای بانک کانادا در اتاوا منتقل نمود.   بی‌بی‌سی تولید انواع گوناگون را به بریستول و بدفورد انتقال داد و کارکنان ارشد را به وود نورتون  در حومه ایوشام، ووسسترشر انتقال داد. بسیاری از کارکنان ارشد اداره پست به هاروگیت انتقال یافتند. بعضی از شرکت های خصوصی دفاتر مرکزی یا حیاتی ترین سوابق خود را به سمت ایمنی نسبی دور از شهرهای بزرگ منتقل کردند.
پیروان دولتی نیز انتقال یافتند. تحت "نقشه زرد"،   نزدیک ۲۳,۰۰۰ کارمند دولتی و مدرک های آنان به هتل های موجود در استراحتگاه های ساحلی خوب و شهرهای آبگرم اعزام گردیدند. هتل‌های دیگر برای آخرین "حرکت سیاه"   در شکلی که لندن توسط تهاجم نابود شود یا تهدید شود، مورد نیاز و انتقال قرار گرفتند.طبق این نقشه، هسته دولت به میدلندز غربی منتقل می گردد- کابینه جنگ و وزرا به تالار هندلیپ، بور هاوس و دانشکده مالورن در حومه ورسستر و پارلمان به استراتفورد آپون آون انقال می گردند.  وینستون چرچیل قرار بود به پارک اسپچلی مهاجرت می کند، در حالی که پادشاه جورج ششم و سایر گروه خانواده سلطنتی در دادگاه مادرسفلید در حومه مالورن اقامت خواهند داشت. 
بعضی از ناحیه پر تحرک با اتخاذ مصلحت جنگ جهانی اول ، یعنی «آموزش دو شیفتی» - که دوبرابر به طول انجامید، ولی تعداد تعلیم را نیز دو برابر نمود، بچه ها را به مدارس بومی بردند. انتقال نمودن معلمان همچنین به این معنای بود که تقریباً یک میلیون کودک در خانه ماندن هیچ منبع آموزشی نداشتند.

### مراکز تخلیه

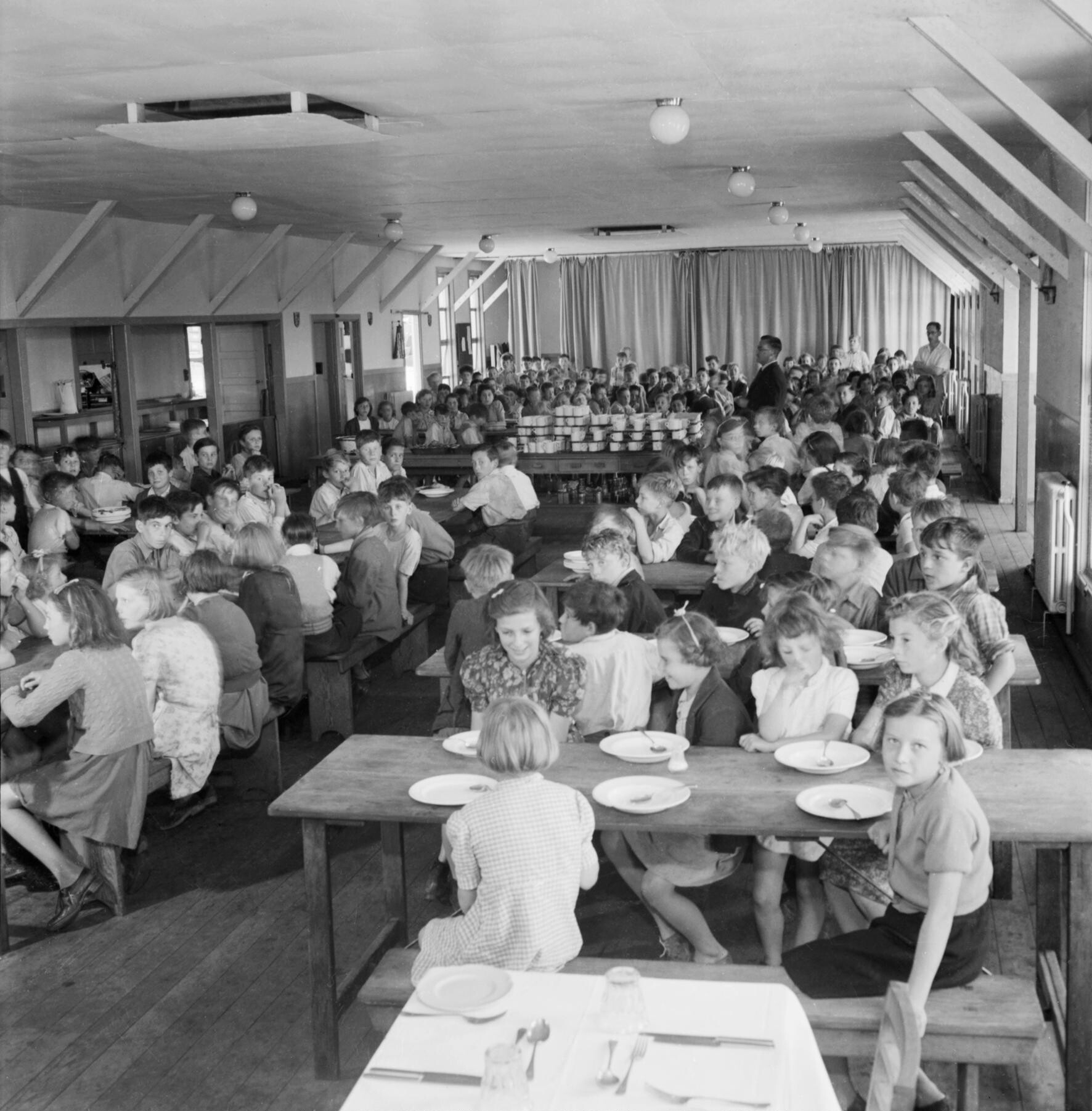
مدرسه مرچنتس حل یک قرارگاه تخلیه ساختمان های چوبی بود که در هایندهد در ساری ساخته شده بود. این سالن غذاخوری است که در سال ۱۹۴۴ مورد استفاده قرار گرفت.

در سال ۱۹۳۹، دولت بریتانیا قانون اردوگاه ها را در سال ۱۹۳۹ تصویب نمود که شرکت ملی اردوگاه ها را به نام نهادی برای نقشه و ساخت اردوگاه های مسکونی برای جوان های تأسیس نمود که می توانست زمان هایی برای یادگیری در فضای باز فراهم سازد و همچنین به نام مراکز انتقال در صورت جنگ عمل نماید. . معمار تی اس تایت رئیس طراحی ساختمان ها بود که همانند اسکان بیش از ۲۰۰ کودک و کارمند، سالن های تفریحی، بلوک های شست شو و یک سالن غذاخوری/مجموعه آشپزخانه بود. این اردوگاه ها در بیش از سی محل گوناگون روستایی در کل کشور تکرار گردیدند.
در سال های جنگ به عنوان پناهگاه ایمن کودک های شهر عمل می نمودند. بعداز جنگ، ریاست سایت ها به مقام های بومی منتقل گردید. در طول سال‌ها، بسیاری از این سایت‌ها نابود شدند، ولی بهترین نمونه حفاظت شده امروزه سیرزکرافت در اوهورست ساری می باشد. مجموعه سالن غذاخوری و آشپزخانه به دلیل اهمیت کار تایت و به دلیل طراهی های دیواری که زندگی بسیاری از مردم انتقال یافته را به تصویر می‌کشد، به‌عنوان یک ساختمان ثبت شده درجه دوم محافظت می گردد. مرکز های انتقال نیز توسط برنامه پدر و مادر سرپرست (اف پی پی) برای کودک های صدمه دیده از جنگ راه اندازی شد که سپس به طرح بین المللی تغییر اسم داد.

یک مدرسه تخلیه شده توسط اف پی پی در ناتسفورد ، چشر حمایت پولی شد و هر کودک توسط یک شهروند آمریکایی حمایت پولی می شد. جزوی از دانش‌آموزان دختر به اسم پالت، توسط خانم النور روزولت حمایت پولی شد. 

### تخلیه خارج از کشور
هیئت پذیرش کودک ها در خارج از کشور (سی او آر بی) ۲۴,۰۰۰کودک را برای انتقال به خارج از کشور تایید نمود. میان ماه ژوئن و سپتامبر ۱۹۴۰، ۱,۵۳۲ کودک غالبااز راه ترمینال مهاجرتی اسکله ۲۱ به کانادا انتقال گردیدند. ۵۷۷ به استرالیا ; ۳۵۳ به آفریقای جنوبی و ۲۰۲ به نیوزیلند . این طرح بعد از اژدر شدن شهر بنارس در روز ۱۷ سپتامبر ۱۹۴۰ لغو گردید و ۷۷ نفر از ۹۰ کودک سی او آر بی در کشتی به قتل رسیدند. با این حال، در سال‌های ۱۹۴۰ و ۱۹۴۱ نزدیک ۱۴,۰۰۰ کودک به شکل ویژه ای به قوم هایی یا خانواده‌های سرپرست خارج از کشور انتقال گردیدند، از غبیل۶,۰۰۰ کودک به کانادا و ۵,۰۰۰ به ایالات متحده انتقال یافتند. 

## سایر تخلیه ها

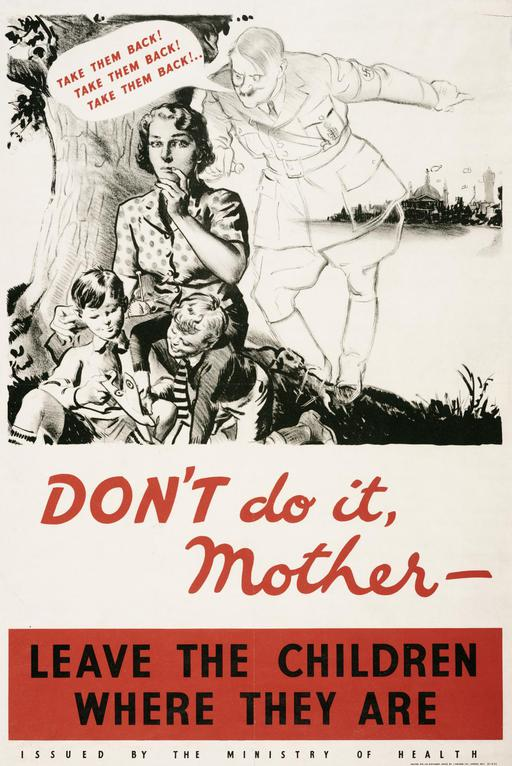
بعضی از پدر و مادر هاکه دلتنگ فرزندانشان شده بودند وسوسه شدند که آنان را از تخلیه بازگردانند. این پوستر وزارت بهداشت برای دلسردی آنها منتشر شده است.

دومین تلاش برای انتقال در طول سقوط فرانسه و بعد از آن شروع شد. از روز ۱۳ تا ۱۸ ژوئن ۱۹۴۰ ، نزدیک ۱۰۰,۰۰۰ کودک تخلیه گردیدند(و در بسیاری از موارد باردیگر تخلیه گردیدند). تلاش‌هایی برای حذف قشر های صدمه پذیر از شهرهای ساحلی در جنوب و شرق انگلستان که در ناحیه تحت کنترل آلمان  قرار داشتند، صورت گرفت. تا ماه جولای، بیش از ۲۰۰,۰۰۰ کودک جابجا گردیده بودند. بعضی از شهرهای کنت و شرق آنگلیا بیش از ۴۰ درصد از جمعیت را تخلیه نمودند. همچنین حدود ۳۰,۰۰۰ نفر از قاره اروپا و در روز۲۰ تا ۲۴ ژوئن ۲۵,۰۰۰ نفر از جزایر مانش داخل شدند.
از آنجایی که هزاران کودک مدرسه گرنزی به همراه معلم های خود به شمال انگلستان رسیدند، به بعضی از آنان اجازه داده شد تا مدرسه های خود را در ساختمان های خالی از نو بنیان گذاری نمایند. مدرسه جنگلی گورنزی در سالن کلیسایی در چیدل هولم ، چشایر بازگشایی گردید و تا ماه اوت ۱۹۴۵ در آن محل فعالیت داشت. در نتیجه تخلیه تعداد بسیاری از مردم گرنزی به انگلستان، کسانی که برگشتند بعد از جنگ دیگر به زبان گورنزی (گرنزیز) صحبت نمی کردند. 
یکی از چابک ترین اقدامات توسط راه‌آهن لندن، میدلند و اسکاتلند هنگامی که مرکز خود را به خارج از لندن انتقال نمود، انجام گردید. شرکت گروو را در املاک ارل کلرندون در هرتفوردشایر تصاحب نمود. این به عنوان دفتر ها و تعدادی کلبه ساخته شده در پارک اطراف آماده گردید. در روز ۱ سپتامبر ۱۹۳۹، تصمیم به مهاجرت گرفته شد و انتقال پیش از خبر جنگ ۲ روز بعد کامل شد. در عرض ۳ روز نزدیک ۳,۰۰۰ نفر از کارکنان در مقر نوین مستقر شدند. 

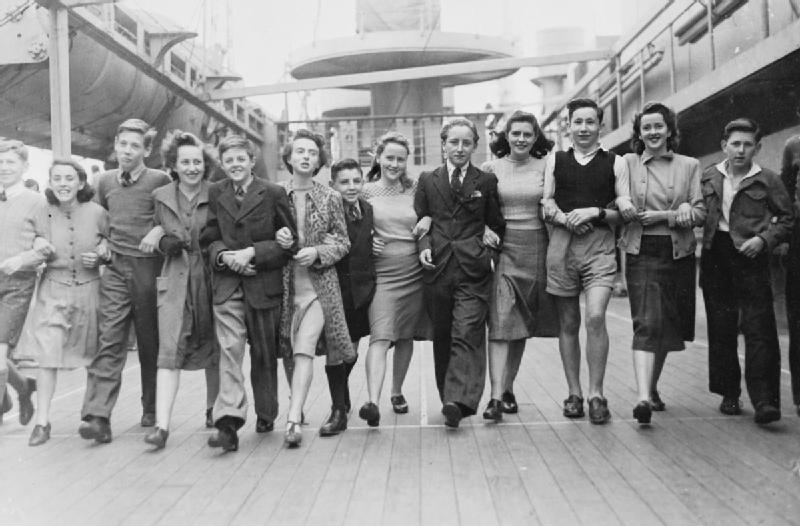
کودکان تخلیه شده که در ماه سپتامبر ۱۹۴۵ با کشتی نظامی از استرالیا به ساوتهم پتون باز می گردند. به پایه تفنگ ضد هوایی زمان جنگ در پس زمینه توجه کنید.

هنگامی که بلیتس درماه سپتامبر ۱۹۴۰ شروع شد، زمینه های روشنی برای تخلیه وجود داشت. کمک هزینه سفر و صدور صورتحساب رایگان برای مردمانی که هماهنگی های ویژه ای انجام دادند عرضه شد. آنان همچنین به کودک ها، سالمند ها، معلولان، زنان باردار، بیمار ها و کسانی که خانه های خود را از دست داده بودند (نزدیک ۲۵۰,۰۰۰ در ۶هفته نخست در لندن) داده شد. با ترکیب تمام تلاش های دولتی و خصوصی، جمعیت لندن تقریباً ۲۵٪ کم  شد.
همانطور که بمباران شهرهای گسترده ای را تحت تاثیر قرار داد، "تخلیه ویژه کمک شده" تمدید گردید. با این حال، همه کودک ها، مادرها و معلم ها تخلیه گردیده در ناحیه هایی که به آن مکان انتقال پیدا کردند، ایمن نبودند. حمله های هوایی، بمب‌های منفجر نشده، خودروهای نظامی و میدان های مین نظامی خظر هایی را برای تخلیه‌شده ها در هر مکان بریتانیا مستقر می نمودند. 
لندن با وجود بمباران شدید در مقابل بمباران پایدار بود. نابودی در شهرهای کوچک تر به احتمال بسیار باعث تشکیل ترس و تخلیه خود به خودی می شد. تعداد تخلیه‌شده های رسمی تا ماه فوریه ۱۹۴۱ به ۱.۳۷ میلیون نفر رسید. تا ماه سپتامبر، این رقم به بیش از ۱ میلیون رسید. تا انتهای سال ۱۹۴۳، فقط ۳۵۰,۰۰۰ نفر به شکل رسمی در لیست قرار گرفتند. در این حال، حمله های بمب پرنده وی-۱  در ماه ژوئن ۱۹۴۴ باعث مهاجرت قابل توجه دیگری از لندن شد. تا ماه سپتامبر ۱.۵ میلیون نفر ترک نمودند- تنها ۲۰ درصد آنان"رسمی" تخلیه شده بودند.
از ماه سپتامبر ۱۹۴۴، روش تخلیه به شکل رسمی برای بیشتر منظقه ها به غیر از لندن و سواحل شرقی متوقف و معکوس گردید. برگشتن به لندن تا ماه ژوئن ۱۹۴۵ به شکل رسمی تایید نشد. در ماه مارس ۱۹۴۶، طرح بیلتینگ به انتها رسید و ۳۸,۰۰۰ نفر هنوز خانه ای نداشتند.

## اثر ضربه ای بر کودکان
حتی در آن هنگام، بعضی ها بودند که ناراحتی های بسیاری در باره تأثیرهای روان‌شناختی به خصوص بچه‌های کوچک‌تر داشتند و فکر می‌کردند که آیا خوب تر است خطرها را با والدین خود قبول نمایند.  
در روز های نخست دهه ۲۰۰۰، تعدادی از مردم های تخلیه گردیده برای روشن کردن بسیاری از "جوه بد" تخلیه آمدند.  

## تاثیر فرهنگی

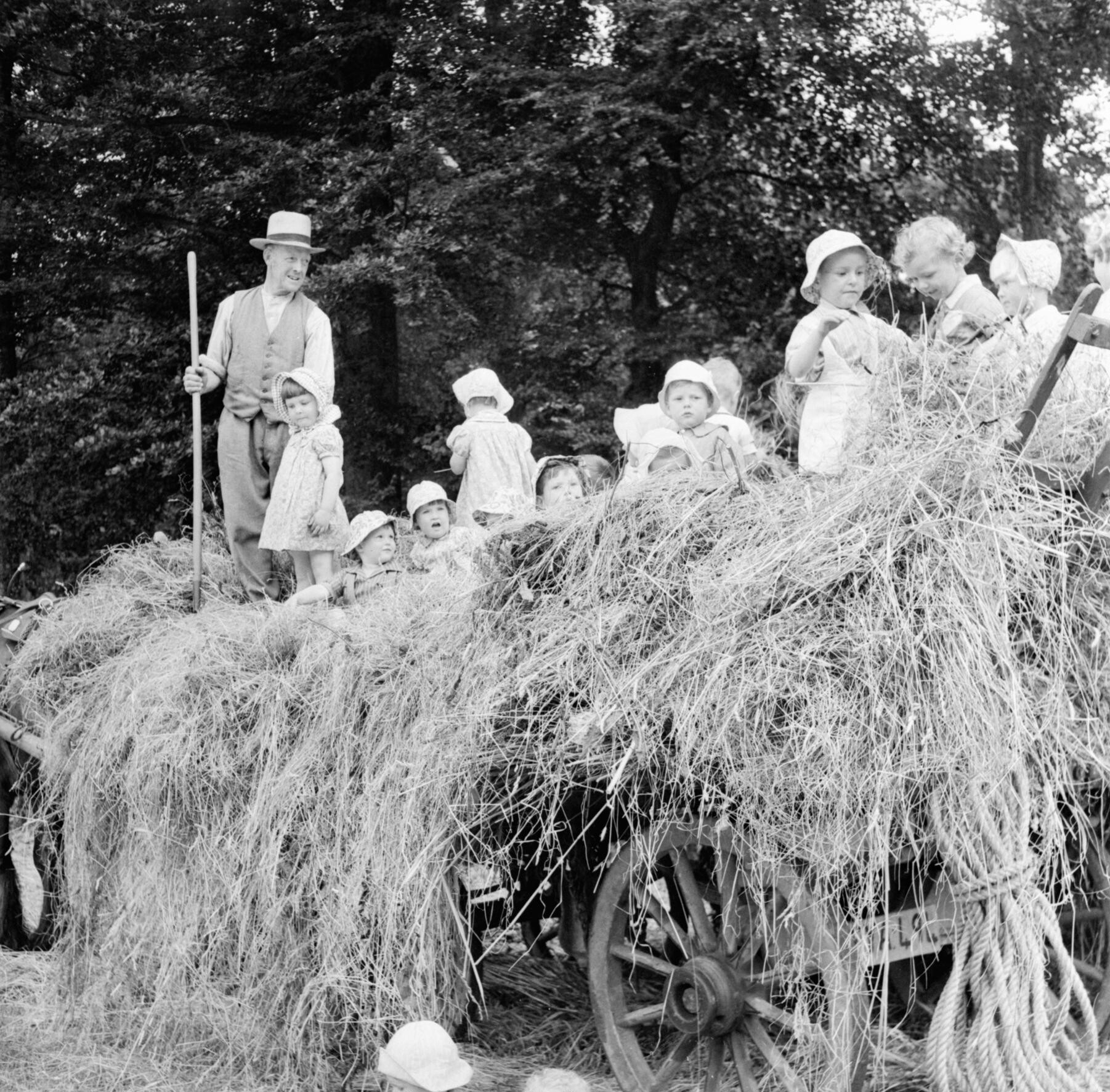
کودکان تخلیه گردیده در گاری کاه در چپل کلیو ، سامرست در سال ۱۹۴۲

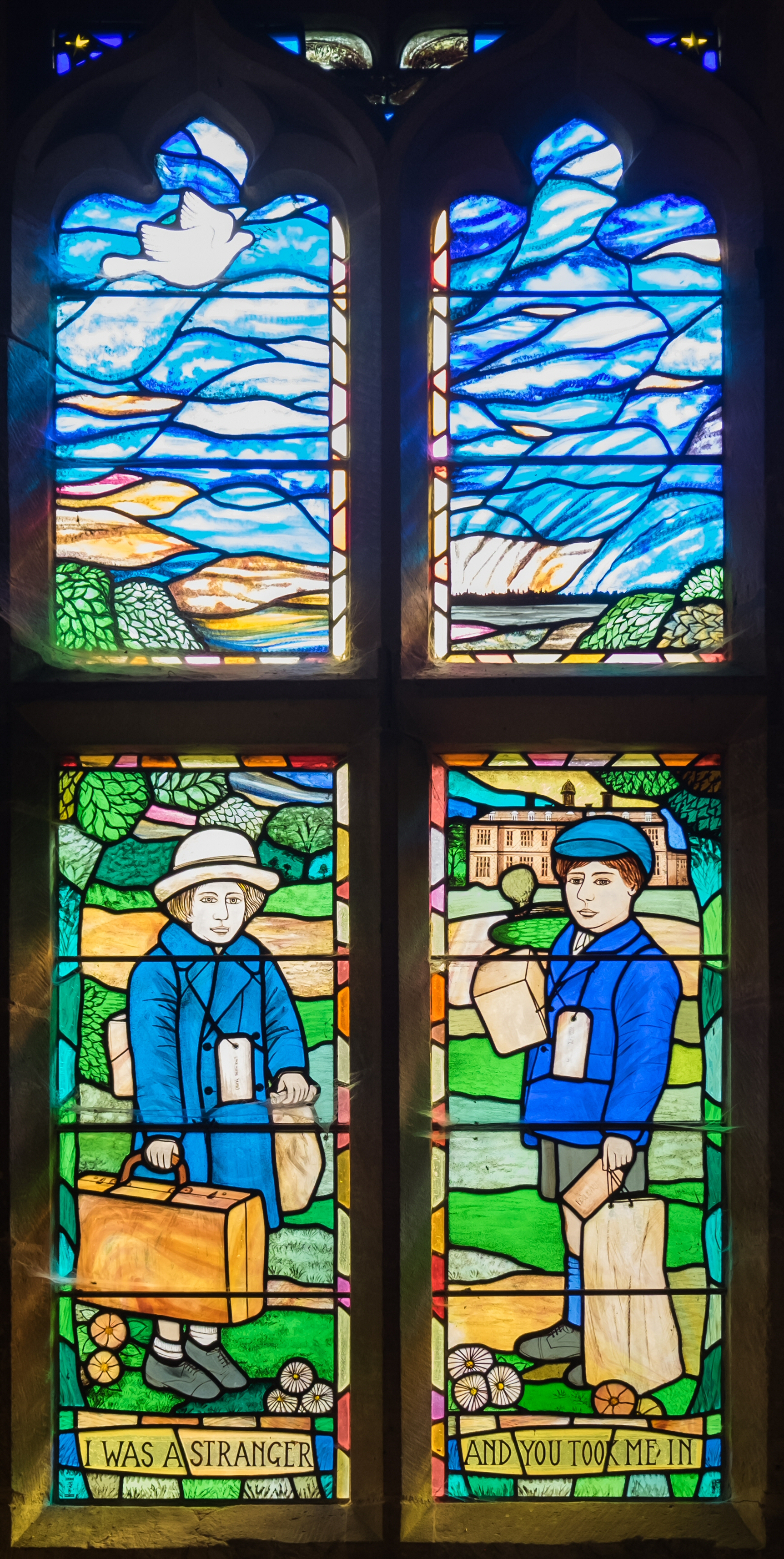
این پنجره شیشه ای رنگارنگ توسط مایکل استوکس، در کلیسای ، سادبری، دربی شایر ، یادبود هدیه ای بود از سوی ساکنان پیشین منچستر به جامعه ای که در طول جنگ از آنان محافظت می شد.

حرکت کودک ها شهری از کل طبقه های به محل های روستایی غریب، بدون پدر و مادر، تأثیر بسیاری داشت. انجمن تجدید اتحاد تخلیه گردیده ها با حمایت موزه جنگ امپراتوری ایجاد شد. این فرصت‌هایی را برای تخلیه‌شدگان پیسین فراهم می نمود تا تجربه های تخلیه را به اشتراک بگذارند و برای محقق های اطلاعاتی مثل اثرات بلندمدت تخلیه بر کودک ها را درخواست نمایند.
تخلیه همه ادبیات داستانی کودک ها و نوجوان ها را پدیدآورد. راحت بودن محیط برای نویسنده روشن می باشد و به قهرمان های کودک اجازه می دهد در دنیایی عجیب و غریب ماجراجویی کنند. برخی از نویسندگان، مانند نینا باودن ، خود تخلیه را تجربه کرده اند.
- کیتی بارن برنده مدال کارنگی بازدیدکنندگان از لندن (۱۹۴۰) یک رمان نخستینی درباره افراد تخلیه شده است که در ساسکس رخ می دهد.
- ویلیام براون در ویلیام و تخلیه‌شدگان ( ۱۹۴۰) اثر ریچمال کرومپتون به کنش های خصوصی که تخلیه‌شده ها می گیرند حسادت می ورزد و «تخلیه» کودکان روستا را سازمان‌دهی می‌کند.
- در رمان شیر، جادوگر و کمد (۱۹۵۰) اثر سی اس لوئیس ، کودک های پونسی از لندن به عمارت با عظیمتی که حاوی پورتال کمد لباس به نارنیا می باشد، تخلیه می شوند. هرگز گفته نشده است که این خانه در کدام قسمت از انگلستان قرار گرفته است.
- رمان سالار مگس‌ها اثر ویلیام گلدینگ (۱۹۵۴) در رابط هواپیمای کودکانی می باشد که در حال تخلیه هستند که بر روی جزیره‌ای گرمسیری ناپدید می‌شوند.
- شخصیت دوست داشتنی مایکل باند در کتاب کودکان، پدینگتون خر (۱۹۵۸) یک خرس یتیم انسان‌سازی شده است که - پس از دور شدن از "تاریک‌ترین پرو " - توسط خانواده‌ای در ایستگاه راه‌آهن پدینگتون در لندن پیدا می‌شود و روی چمدانش نشسته و یادداشتی به آن بسته شده است. به کتش که روی آن نوشته شده بود: «لطفا مراقب این خرس باشید. متشکرم." باند گفته است که خاطراتش از فیلم‌های خبری که نشان می‌دهد قطارهایی از کودکانی که در طول جنگ جهانی دوم از لندن خارج شده‌اند، با برچسب‌هایی در گردن و دارایی‌هایشان در چمدان‌های کوچک، او را بر آن داشت تا همین کار را برای پدینگتون انجام دهد. [۱۵]
- رمان جنگ کری (۱۹۷۳) اثر نینا باودن درباره کری و نیک است که وقتی به ولز تخلیه می شوند با مذاهب مختلفی روبرو می شوند.
- رمان «وقتی آژیرها ناله می‌کردند» اثر نوئل استریت‌فیلد (۱۹۷۴) درباره سه فرد تخلیه‌شده است و موضوعاتی مانند جیره‌بندی برای تخلیه‌شدگان، رابطه بین تخلیه‌شدگان و مردم شهر، و مشکلاتی که برای کسانی که در آنجا مانده‌اند را پوشش می‌دهد.
- رمان دوست یا دشمن مایکل مورپورگو (۱۹۷۷) درباره دو فرد تخلیه شده است که با خدمه بمب افکن آلمانی سقوط کرده که در دارتمور مخفی شده بودند دوست می شوند.
- رمان «داستان شهر زمان » اثر دایانا وین جونز (۱۹۳۹) با تخلیه شخصیت اصلی، ویویان، از لندن آغاز می‌شود. خود جونز در سال ۱۹۳۹ به ولز منتقل شد [۱۶] .
- رمان میشل ماگوریان ، شب بخیر آقای تام (۱۹۸۱)، داستان ویلی بیچ تخلیه شده و توماس اوکلی سالخورده را روایت می کند که با او درگیر شده است. از آن به عنوان یک فیلم تلویزیونی با بازی جان تاو در نقش آقای تام ساخته شد.
- در دنباله دیزنی پیتر پن ، بازگشت به نورلند ، جین و دانیل، فرزندان وندی دارلینگ ، قرار است پیش از دزدیده شدن جین توسط کاپیتان هوک، برای تخلیه آماده شوند. مقدمه ای بر جزئیات فیلم در باره دستور تخلیه و چگونگی نیاز کودک ها به پیتر پن در حال حاضر بیش از هر وقت دیگری.
- سه گانه میهمانان جنگ کیت پیرسون که با آسمان در حال سقوط  (۱۹۸۹) آغاز می شود، داستان نورا استوکس ده ساله و برادر کوچکترش گاوین را روایت می کند که به تورنتو تخلیه می شوند.
- در بازی ویدیویی وی هپی فیو در سال 2015، که در واقعیتی جایگزین اتفاق می‌افتد، جایی که آلمان با موفقیت به بریتانیا حجوم آورد و در طول جنگ آن را تصاحب نمود، شخصیت اصلی آرتور هستینگز به برادر اوتیستیک خود پرسیوال خیانت می‌کند و او را به مقام های همکار تسلیم می‌کند تا به آلمان ارسال گردد.

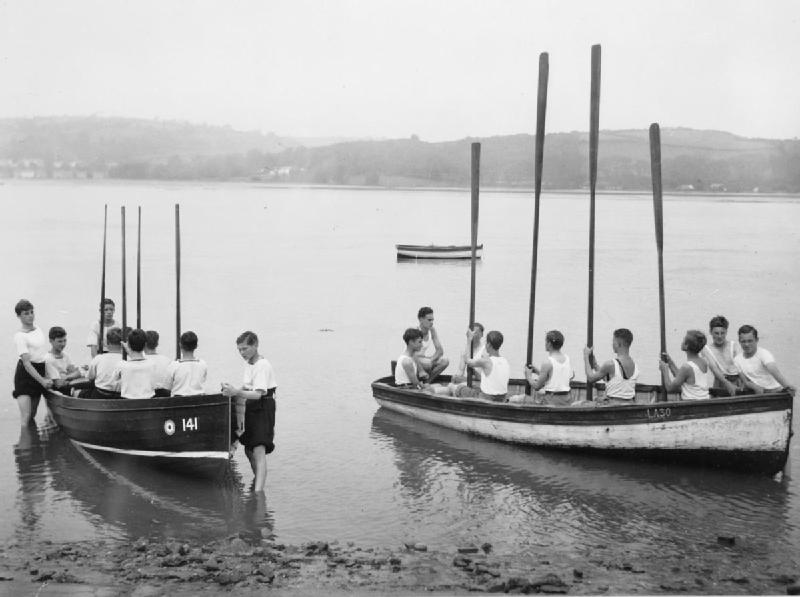
پسران مدرسه دریایی روتر هیت در برموندزی در حال انجام تمرین قایق در فریساید در کارمارتنشر در سال ۱۹۴۰

رمان‌های بزرگان که همانند تخلیه و تخلیه می‌شوند عبارتند از:
- پرچم های بیشتری را بیرون بیاورید اثر اولین وو  ، که در آن ریحان سیل ضدقهرمان واو از موقعیت خود به نام افسر بیلتینگ برای اخاذی (برای جابجایی کودکان مزاحم به جای دیگر) از میزبانان بدبخت و اکراه استفاده می کند.
- رمان بزرگسالان نهال نوئل استریتفیلد (۱۹۴۵).
- رمان دو جلدی کانی ویلیس خاموشی همه روشن است (۲۰۱۰) دارای فصل‌های زیادی در رابط شخصیت سفر در زمان از آینده می باشد، مورخ به اسم مروپه(وی شخصیت ایلین اوریلی، خدمتکار ایرلندی را به خود می‌گیرد) که قصد دارد برای مطالعه تأثیر تخلیه بر روی کودک ها. هنگامی که او در گذشته بی خانمان می شود، در نهایت ۲فرزند بدخلق را برای پرورش دادن خود به فرزندی قبول می کند.

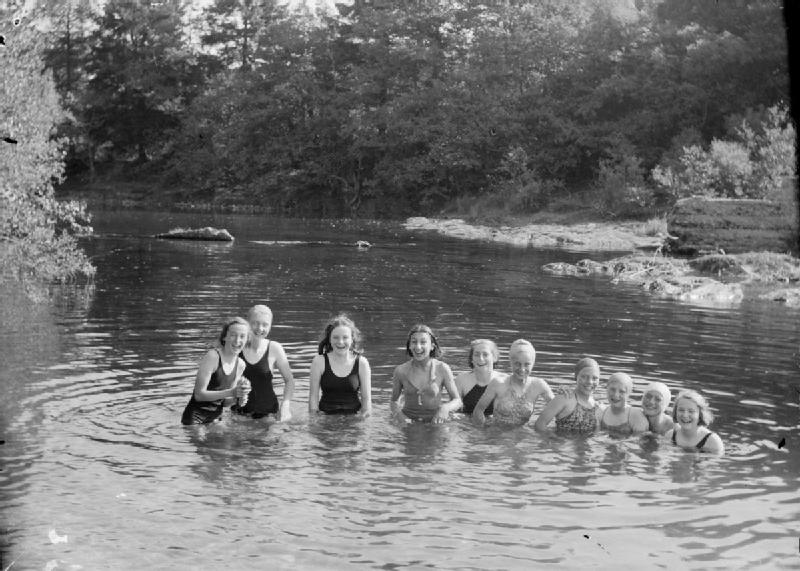
دختر هایی از دبیرستان نوتردام در بترسی در حال حمام کردن در رودخانه تووی در لندووری ، کارمارتنشایر در سال ۱۹۴۰